# DBC Pierre

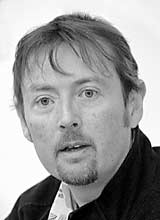
DBC Pierre (Berlin, 2004).

DBC Pierre, född 1961 i Old Reynella i South Australia, är en australisk författare.
Pierre är född med namnet Peter Warren Finlay. DBC-delen av hans pseudonym (vanligtvis skrivet utan punkter) står för Dirty But Clean. Pierre var ett smeknamn som gavs till honom av hans barndomsvänner och är taget efter en seriefigur.
Pierre tilldelades Bookerpriset 14 oktober 2003 för sin roman Vernon God Little. Han är den tredje australier som givits detta pris.

## Biografi
Pierres mor föddes i Durham i Nordöstra England och Pierre gick i skola där. Senare växte han upp i Mexico City. Hans far dog när han var nitton år. Följande nio år befann han sig i ett drogberoende vilket även involverade honom i kriminella aktiviteter.
Han skaffade sig sedan jobb som grafisk designer och år 2000 flyttade han till Leitrim, Irland, där han gav ut sin debutroman.
2006 återbesökte Pierre Mexiko för att utforska och dokumentera aztekernas fall i dokumentären The Last Aztec, en delvis historisk film och delvis en road movie.
2007 uppsattes hans första roman som teater i London. Den regisserades av Rufus Norris och spelades vid Young Vic mellan 27 april till 9 juni.